# Îles Sœurs
Die Îles Sœurs (Sister Islands, deutsch: Schwester-Inseln) sind eine Inselgruppe der Seychellen, nordöstlich von Mahé und nördlich von La Digue.

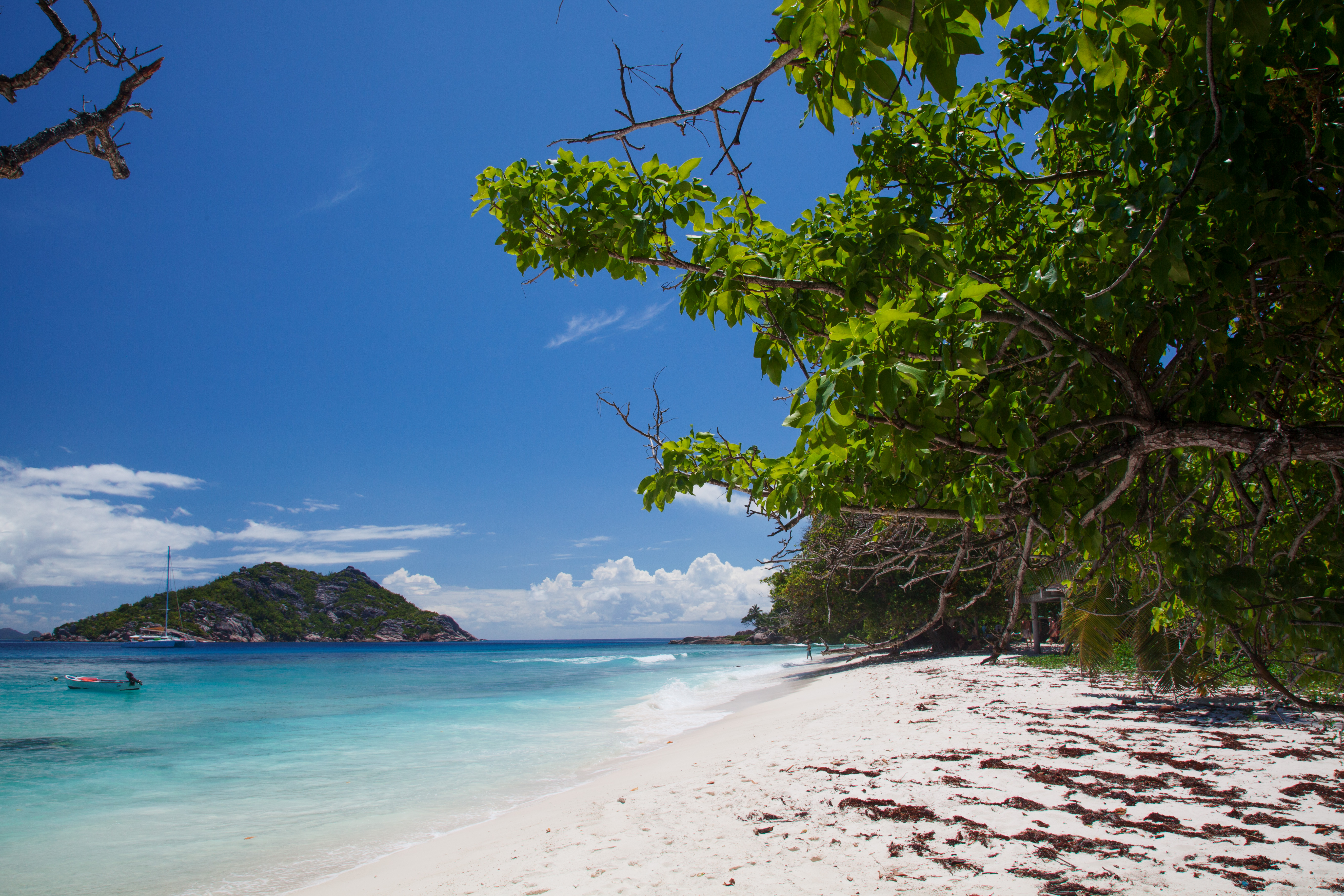
Petite Sœur, von Grande Sœur aus gesehen.

Die beiden Granit-Inseln gehören zu den Inner Islands. Sie liegen nördlich von Félicité und östlich von Praslin, zusammen mit den Albatross Rocks.

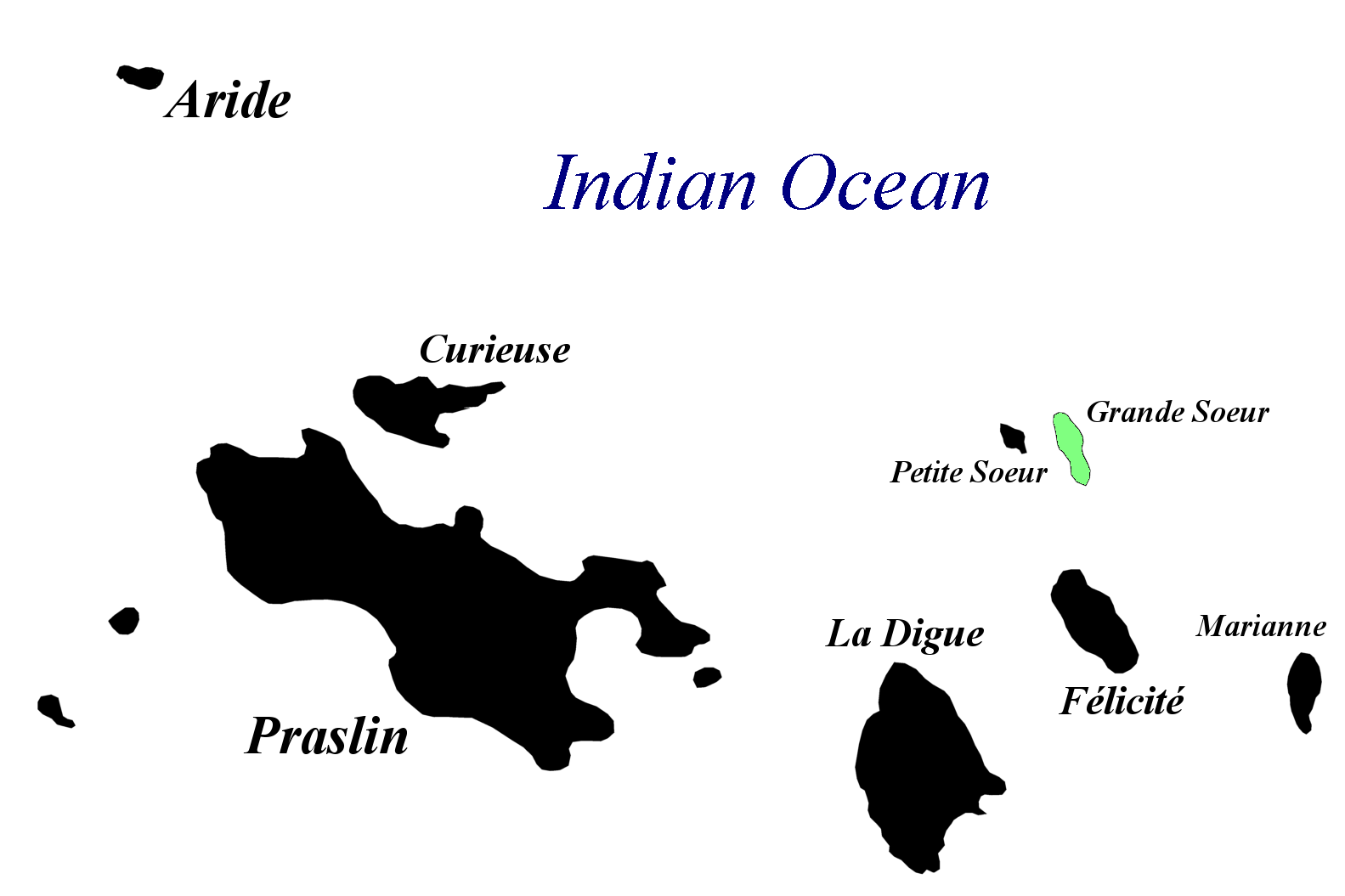
Positionskarte der Îles Sœurs

- Grande Sœur, 0,84 km², ⊙
- Petite Sœur, 0,34 km², ⊙